# Société Crachet-Picquery
La Société Crachet-Picquery faisait partie des mines de charbon de Belgique cotées à la Bourse de Bruxelles au XIXe siècle. Appelée aussi Compagnie de Charbonnages-Belges, elle a été constituée avec un capital de 5 millions de francs, par un acte du 4 novembre 1857.

## Histoire
C'est la Société générale de Belgique qui prend l'initiative de créer en 1856  à Frameries la Société Crachet-Picquery, qui exploita plusieurs charbonnages sur les territoires du Borinage, à Frameries, La Bouverie, Pâturages, Quaregnon et Jemappes. Exploités de longue date, dès le XIIIe siècle,  à Cuesmes, les puits de Crachet furent inondés et abandonnés de 1725 à 1740 en raison de l'excès de ruissellement.
L'objectif est de rendre l'exploitation plus facile et plus fructueuse, en mettant fin à plusieurs contestations judiciaires entre sociétés minières voisines, dont les galeries souterraines se croisent ou se chevauchent. Parmi elles, la Société du couchant de Flénu, qui apporte une partie du charbonnage d'Ostennes, incluant la mine de Crachet, en échanges d'actions de la société nouvelle, pour 1,25 million de francs. La Société générale de Belgique reçoit des titres et s'est engagée à fournir, pour les travaux et le fonds de roulement, une somme de francs. La société Picquery, troisième associée, apport ses mines.
Les actions provenant de la fusion ont été remises aux actionnaires de la Société du couchant de Flénu, qui avait elle-même récupéré les mines concernées l'année précédente, en 1856, auprès de la Société du Levant de Flénu. La fusion et la cotation en Bourse permettent de délimiter et regrouper des concessions minières aux frontières contestées, pour mettre fin aux contestations remontant à des dates parfois très anciennes.
Au puits numéro 12, l'extraction est descendue jusqu'à mille mètres de profondeur. Elle a vécu en 1839 un coup de grisou qui provoque la mort de 28 mineurs. Un autre en 1898 cause 16 victimes. Malgré de gros investissements, il ferma en décembre 1960.
C'est sur le site du Crachet-Picquery qu'est installé SparkOH! est un site de découverte scientifique, situé à Frameries, en Belgique. L’architecte Jean Nouvel a sauvé plusieurs bâtiments anciens de la démolition et s’est inspiré du fonctionnement du charbonnage.